# Tempo de tromboplastina parcial ativada

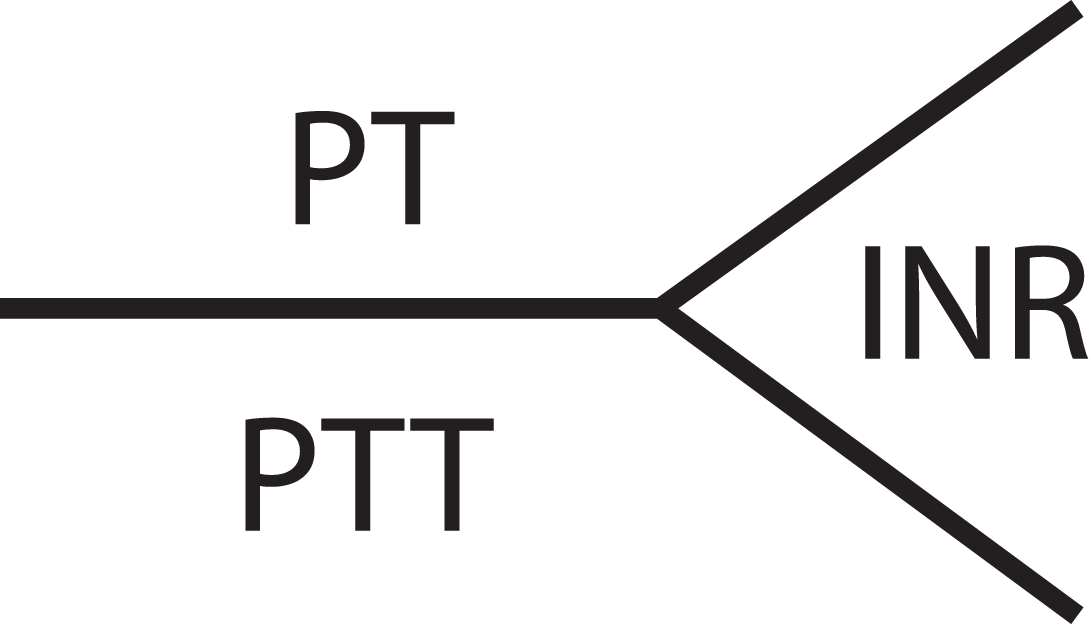
Diagrama de coagulação.

Tempo de tromboplastina parcialmente ativada também conhecida pelas siglas KTTP, PTT, TTPA ou TTPa, é um exame laboratorial que avalia a eficiência da via intrínseca  na medição da formação do coágulo de fibrina.

## Usos
- Junto a dosagem de plaquetas e tempo de tromboplastina, o TTPA é um exame que deve ser incluído em avaliações pré-operatórias.
- É um teste usado para monitorar assegurando um bom uso de anticoagulante como a heparina.

O teste apresenta-se prolongado quando um dos fatores abaixo apresentam-se abaixo do valor normal ou quando há presença de seus inibidores:
- Fatores da via intrínseca:
  - Fator XII;
  - Fator XI;
  - Fator IX;
  - Fator VIII.
- Fatores da via comum:
  - Fator X;
  - Fator V;
  - Fator II (Protrombina);
  - Fator I (Fibrinogênio).

Ele é prolongado em casos de:
- Déficit de precalicreína;
- Déficit de Cininogênio de Alto Peso Molecular;
- Presença de anticoagulante lúpico.

## Metodologia
Hoje em dia, o TTPA é realizado por aparelhos automatizados. Sua medição se baseia na medição do tempo de coagulação de um plasma sanguíneo recalcificado em presença de cefalina e de um ativador (caolin, sílica, ácido elágico).
O resultado é expresso em segundos e através de um controle diário é feito um ratio ou uma razão.
{\displaystyle Ratio={\frac {TTPA_{paciente}}{TTPA_{controle}}}}
- Valores de referência: 25 a 45 segundos.

Resumindo: TTPA é o tempo em que a protrombina será convertida em  trombina para a formação do coagulo. Quanto maior for esse tempo, maior será o tempo necessário para a coagulação sanguínea. 